# Erikjan Roodbol
Erikjan Roodbol (Tilburg, 18 augustus 1963) is een Nederlandse interieurontwerper en meubelmaker, die woont en werk in Rotterdam. Hij is na zijn afstuderen doorgebroken door het winnen van de Prijs voor jonge ontwerpers bij de Nederlandse Meubelprijzen 1989.

## Levensloop
Erikjan Roodbol is geboren en getogen in Tilburg. Na een basisjaar architectonische vormgeving aan de Hogeschool voor de Kunsten Utrecht, studeerde hij beeldhouwen en design aan de Willem de Kooning Academie in Rotterdam van 1985 tot 1989.
Na zijn afstuderen in 1989 vestigde Roodbol zich als ontwerper in Rotterdam. Zijn werk kwam meteen in de belangstelling doordat hij hetzelfde jaar nog een Nederlandse Meubelprijs won. Met zijn cocktailkast 'Diavolo' won hij de Prijs voor jonge ontwerpers bij de Nederlandse Meubelprijzen 1989.
In 1990 vormde hij met Myrthel Jackson de maatschap Jackson & Roodbol met wie hij een serie karakteristieke meubelobjecten van hardboard ontwierp. Sinds 1998 werkt hij als zelfstandig meubelontwerper en meubelmaker.
Naast zijn eigen werk was Roodbol ook enige tijd coördinator technische dienst bij De Beyerd in Breda, en werkte als freelance tentoonstellingsbouwer voor de Kunsthal, het Natuurhistorisch Museum Rotterdam, en voor het Nederlands Architectuurinstituut NAI, later Het Nieuwe Instituut HNI.

## Werk

### Exposities, een selectie
- 1989. Debutanten, Kasteel van Rhoon, Rhoon.[8]
- 1992. Galerie Yksi, Eindhoven.[5][9]
- 1992. ‘Wat een stad is dat!’, Boekieboekie boven in de Euromast, Rotterdam.[10]
- 1993: Rotterdams Design, Museum Hillesluis, Rotterdam.[11][12][13]
- 1994: Casa Europea I, Bouwcentrum Antwerpen, België.[14][15]
- 2015. UNDERDOG, Niffo Galerie/Recycle Studio, Rotterdam; groepstentoonstelling tijdens Art Rotterdam 2015.[16]
- 2024. Dr. H. Bavinkschool, groepspresentatie tijdens Groot Rotterdams Atelier Weekend, 2024 (GRAW24)[17]
- 2025. Bridges 2025 Exhibition of Mathematical Art, Craft, and Design, groepsexpositie bij Universiteit Eindhoven, Eindhoven.[18][19]

### Galerie

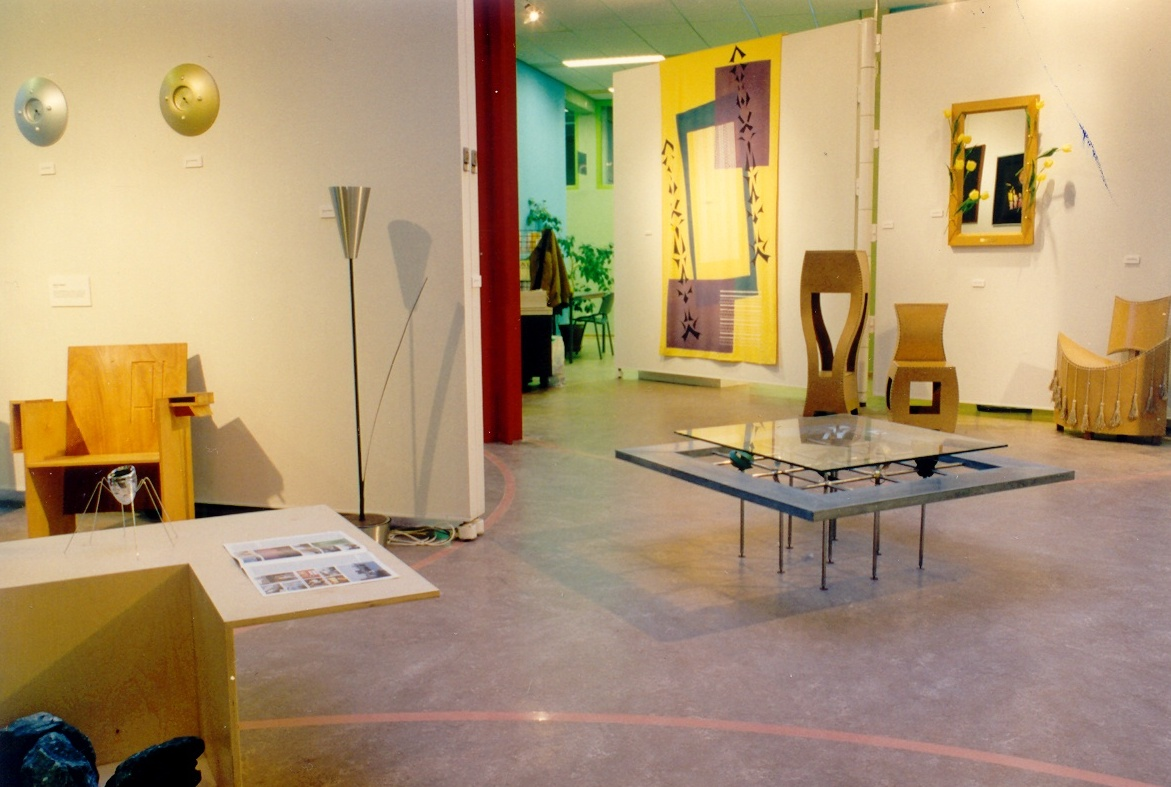
Werk van Jackson & Roodbol, twee stoelen en een sokkel van aan elkaar gestikt hardboard (rechts achter), Museum Hillesluis, 1993
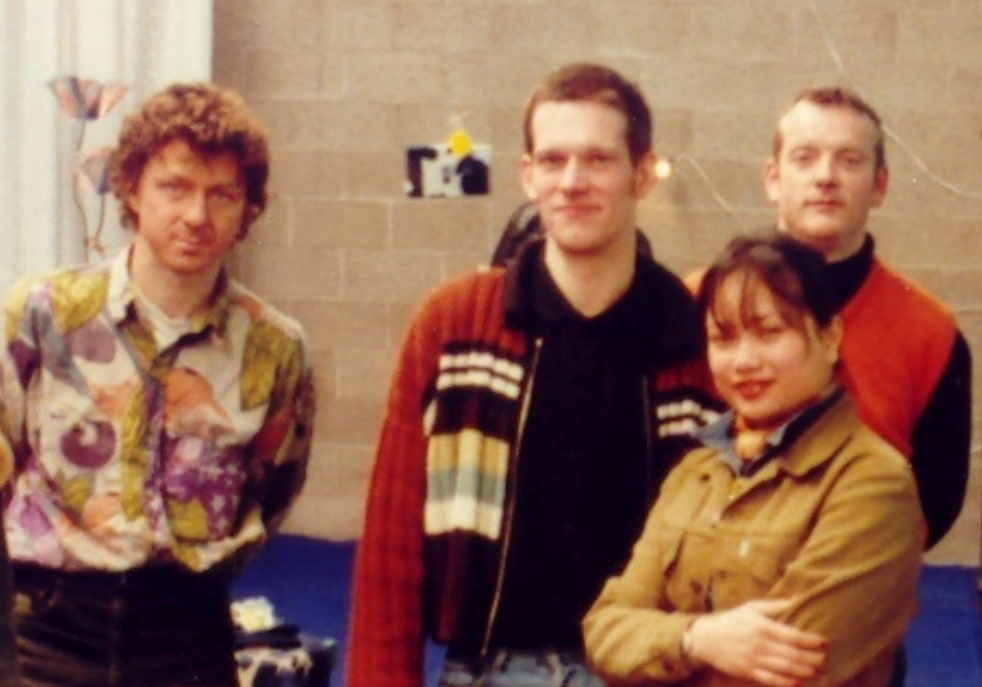
Casa Europea I met v.l.n.r. Jos van der Meulen, Erikjan Roodbol, Myrthel Jackson en Jan Neggers in Antwerpen, 1994
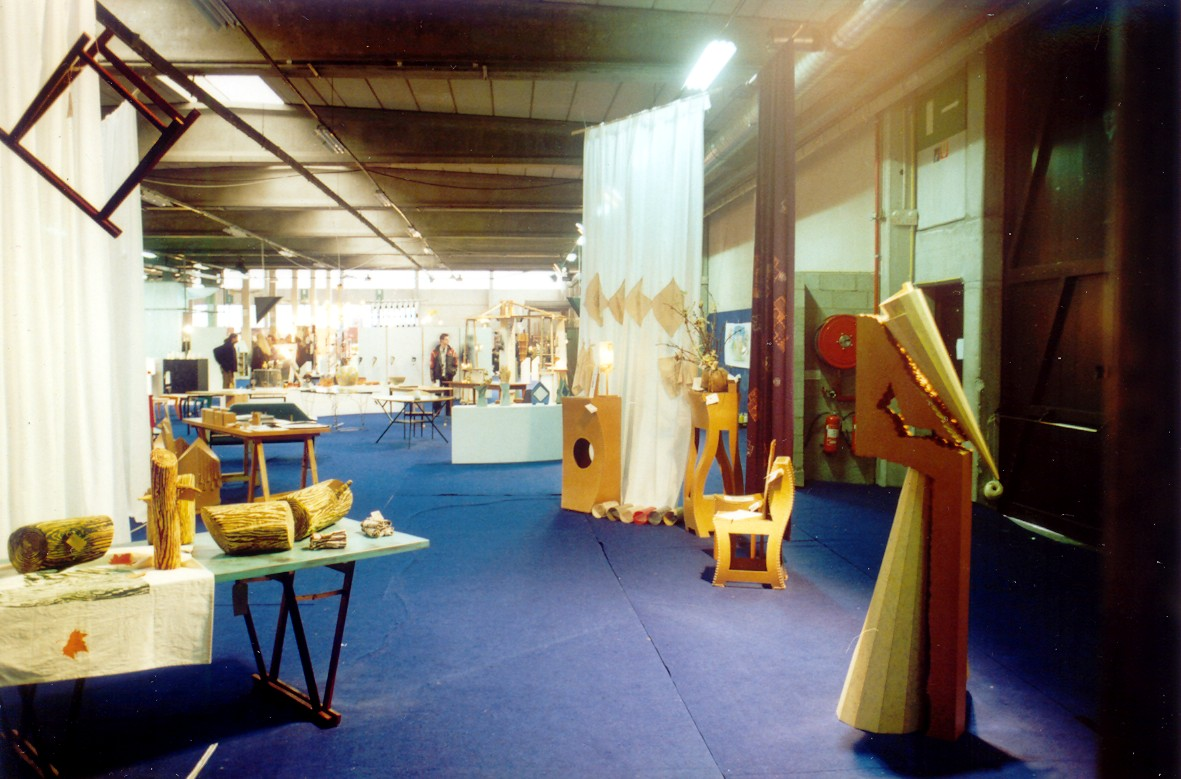
Casa Europea 1 met werk van Jackson & Roodbol (rechts achter), 1994